# Gaetano Tantalo
Don Gaetano Tantalo (Villavallelonga, 3 febbraio 1905 – Tagliacozzo, 13 novembre 1947) è stato un presbitero italiano, dichiarato Venerabile dalla Chiesa cattolica per la pratica eroica delle virtù esercitata in vita, ed annoverato tra i giusti tra le nazioni dall'Istituto Yad Vashem per la sua azione a favore di due famiglie di ebrei durante l'Olocausto.

## Biografia

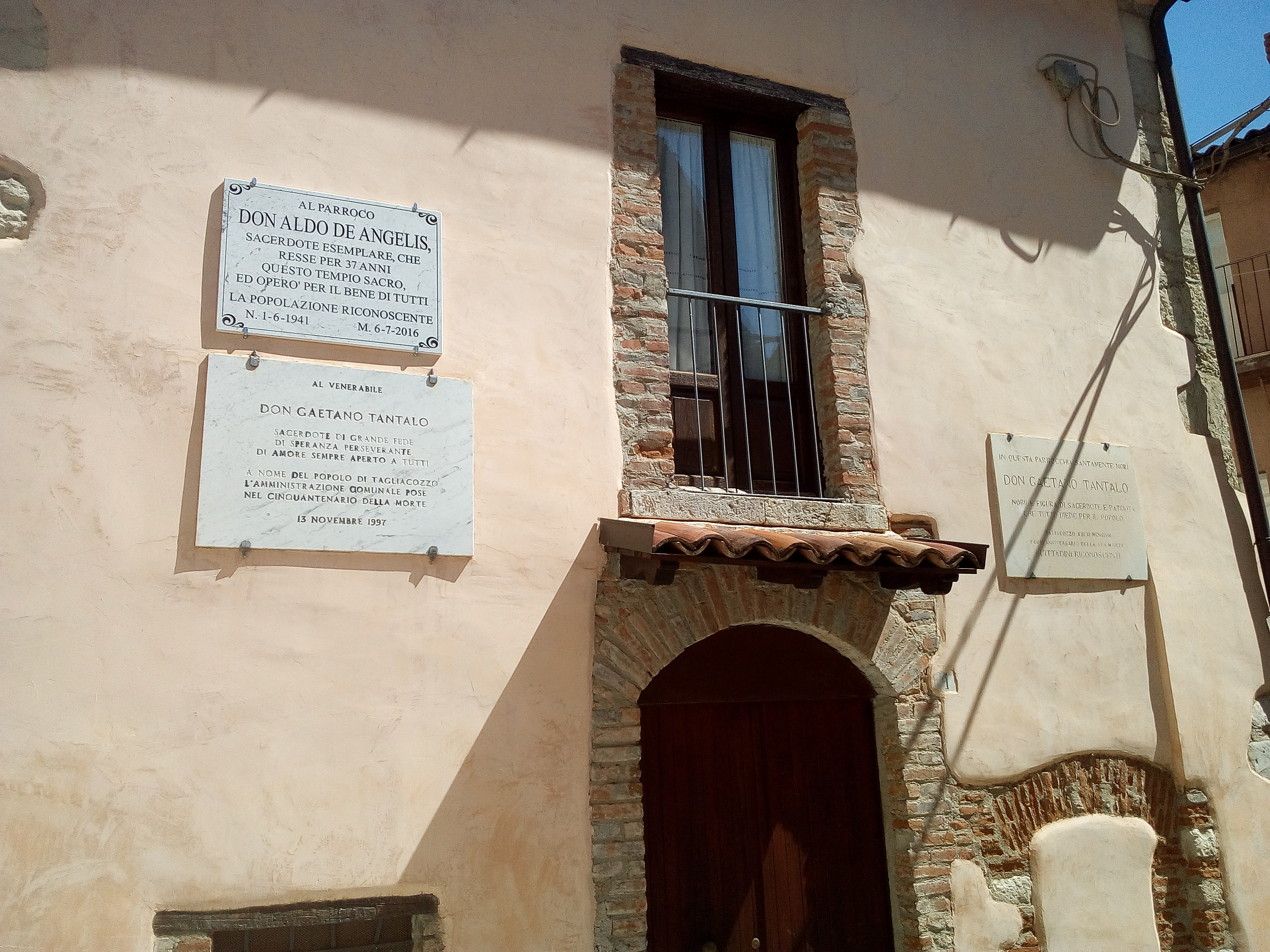
Chiesa di San Pietro a Tagliacozzo

Figlio di Maria e Luciano Tantalo, Gaetano Tantalo nasce nel 1905, a Villavallelonga (AQ). Dopo gli studi nel seminario diocesano di Avezzano e successivamente nel Seminario regionale di Chieti, nel 1930 divenne sacerdote e dopo sei anni fu nominato prima parroco di Antrosano e poi della parrocchia di San Pietro Apostolo ad Altolaterra, il quartiere più antico di Tagliacozzo, dove rimase fino alla morte.
Nell'agosto 1940 conobbe i membri delle famiglie Orvieto e Pacifici, a Magliano de' Marsi. Le due famiglie ebree trascorrevano li' tutte le estati ed avevano intessuto relazioni amichevoli con gli abitanti del luogo, incluso il prete locale. Quest'ultimo li presentò al suo amico don Gaetano Tantalo, parroco nella chiesa di San Pietro nel borgo vecchio di Altolaterra a Tagliacozzo. Incontri cordiali si ripeterono di nuovo nell'estate del 1941 e nel 1942. Enrico Orvieto e don Tantalo divennero amici.
La vita cambiò dopo la resa italiana l'8 settembre 1943 e le famiglie Orvieto-Pacifici fuggirono a Magliano de' Marsi per evitare le deportazioni dell'Olocausto. Quando non si sentirono più al sicuro, si trasferirono nel paese limitrofo di Poggio Filippo. Fu appena 12 ore prima che le truppe tedesche entrassero nell'area, stabilendo il loro quartier generale proprio nell'ex casa delle due famiglie ebree a Magliano de' Marsi. Così, sembrò loro rischioso anche rimanere a Poggio Filippo. Enrico decise quindi di chiedere l'aiuto del suo amico, Don Tantalo, a Tagliacozzo. Quando arrivò, però, il suo amico non era lì, e si rivolse alla sorella di Don Tantalo, Domenica, e al marito, Adolfo d'Angelo, che li ospitarono per la notte. Il giorno dopo Tantalo tornò e fu felice di trovare il suo amico con la sua famiglia. Nonostante il pericolo, si offrì di ospitare nella casa parrocchiale le famiglie Orvieto-Pacifici - ovvero Mario Pacifici e la moglie Gilda Borghi Pacifici, e Enrico Orvieto e la moglie Giuditta Orvieto con i figli Gualtiero, Giuliano e Natan Orvieto. Tantalo li presentò ai suoi vicini come parenti.
Durante i nove mesi in cui furono ospitati nella canonica, Tantalo esibì un'autentica amicizia. Da cattolico devoto, era anche sensibile alle loro esigenze religiose. Procurò loro delle Bibbie; li salutava con "Shabbat Shalom" ogni venerdì sera; e li aiutò a determinare le date delle festività ebraiche secondo il calendario ebraico, in particolare in occasione della Pasqua ebraica del 1944. Per il Seder, forni' loro dei piatti nuovi di zecca e li aiutò a trovare tutti gli ingredienti necessari. Un piccolo pezzo di matzah (pane non lievitato) cotto da quella Pasqua di buon auspicio rimase nascosto tra le sue cose.
Oltre che occuparsi delle due famiglie ebree, durante il periodo dell'occupazione tedesca si prodigò per il bene della popolazione locale, arrivando ad offrirsi come ostaggio volontario ai tedeschi che volevano fare una retata per punire gli abitanti di Villavallelonga accusati di far parte della Resistenza.
Dopo la liberazione, nel luglio del 1944, le famiglie Orvieto-Pacifici lasciarono la chiesa di San Pietro, a Tagliacozzo, e tornarono a Roma. Superstiti dell'Olocausto, rimasero sempre in stretto contatto con il loro salvatore. Quando padre Tantalo soffri' di malattie polmonari, Giuditta Orvieto lo aiutò a ottenere le migliori cure mediche. Il sacerdote morì nel 1947.
Nel 1969 Gaetano Meaolo scrive una prima biografia di don Gaetano Tantalo: Un Testimone: don Gaetano Tantalo, che sarà poi seguita da numerose altre pubblicazioni e testimonianze.
Il 31 maggio 1978, l'istituto Yad Vashem riconobbe don Gaetano Tantalo come giusto tra le nazioni e il suo nome è posto ai piedi di un albero piantato il 7 marzo 1982 nel giardino dei Giusti a Gerusalemme.
È in corso il processo di beatificazione. Il 6 aprile 1995, Papa Giovanni Paolo II, con Decreto della Sacra Congregazione per le Cause dei Santi, lo ha dichiarato Venerabile. A Tagliacozzo e a Villavallelonga hanno sede le associazioni che portano il suo nome "Don Gaetano Tantalo".